# Ricotta romana
Ricotta Romana (DOP) è una ricotta, prodotto di origine animale italiano derivato dal latte ovino, a Denominazione di origine protetta, prodotta nel Lazio.